# Nomada flavozonata
Nomada flavozonata là một loài Hymenoptera trong họ Apidae. Loài này được Nurse mô tả khoa học năm 1902.